# Edmund Klein

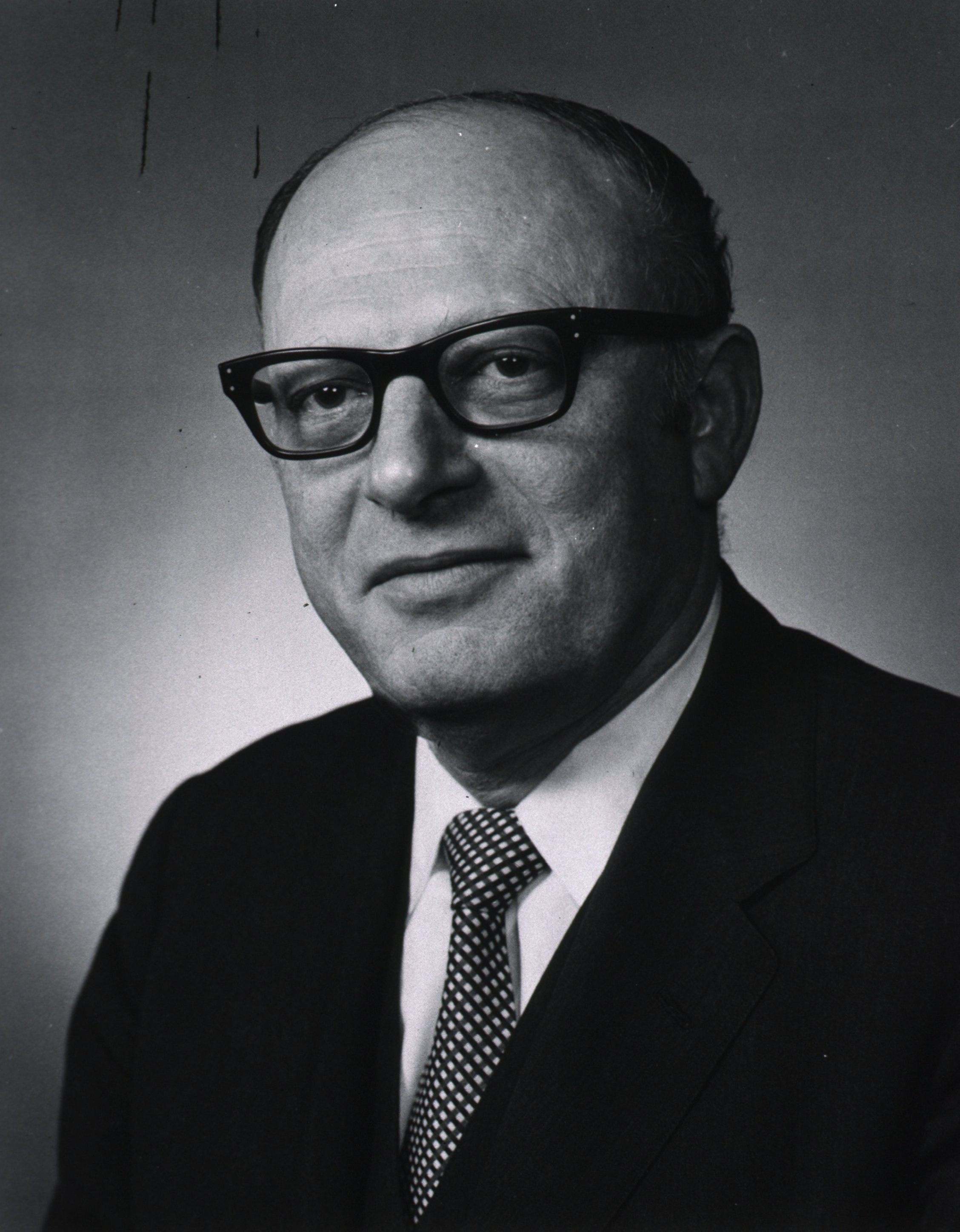
Edmund Klein

Edmund Klein (* 22. Oktober 1922 in Wien; † 23. Juli 1999 in Buffalo (New York)) war ein US-amerikanischer Mediziner (Onkologie, Dermatologie). Er gilt als Pionier der Krebs-Immunologie und der chemotherapeutischen Behandlung von Hautkrebs.

## Leben
Klein war der Sohn des jüdischen Gelehrten und Kantors David Klein und von Helen Bibelman Klein und entkam 1938 mit seiner Schwester den Verfolgungen durch die Nationalsozialisten nach dem Anschluss Österreichs nach England (seine Eltern blieben zurück). Er emigrierte von England nach Kanada und studierte, obwohl mittellos, an der University of Toronto mit dem Bachelor-Abschluss 1947. Anschließend studierte er Medizin mit dem M.D. unter Charles Best 1951. Danach forschte er an der Harvard University und 1952 bis 1958 am Children’s Medical Center in Boston. 1956 bis 1959 absolvierte er eine Facharztausbildung (Residency) in Dermatologie am Massachusetts General Hospital. Ab 1959 war er Assistant Professor für Dermatologie an der Tufts University Medical School. Ab 1961 leitete er die Dermatologie am Roswell Park Memorial Institute (heute Roswell Park Cancer Institute in Buffalo (New York)), das sich als erstes solches Zentrum in den USA ganz der Krebsforschung widmete. Er war bis 1982 Leiter der Dermatologie und blieb auch danach in der Forschung aktiv.
Er war seit 1952 mit Martha Alice Doble verheiratet und hatte fünf Kinder.

## Werk
Er war mit Isaac Djerassi in den 1950er Jahren an der Entwicklung von Trennverfahren beteiligt, die es ermöglichten, Blut in seine Bestandteile zu zerlegen (Plasma, Blutplättchen, weiße und rote Blutkörperchen), was die Grundlage dafür legte, dass nicht mehr Vollblut, sondern einzelne Blutkomponenten transfundiert werden konnten. Dafür erhielt er 1956 einen Preis der International Society of Hematology.
Am Roswell Park Memorial Institute entwickelte er eine Hautkrebsbehandlung mit dem Chemotherapeutikum 5-Fluorouracil. Dafür gewann er 1972 den Lasker~DeBakey Clinical Medical Research Award. Er war auch ein überzeugter Anhänger der Immuntherapie gegen Krebs und war einer der ersten, der klinisch den Einsatz von Lymphozyten gegen Krebs erforschte. In der Öffentlichkeit führte er Kampagnen, um auf die Gefahren des Sonnenbadens für Hautkrebs aufmerksam zu machen. Er entwickelte auch eine effektive Therapie des Kaposi-Sarkoms mit niedrigen Dosen von Vinblastin (die Erkrankung wurde von größerer Bedeutung bei Einsetzen der AIDS-Epidemie in den 1980er Jahren).
Öffentliche Beachtung fand eine Kontroverse um die Behandlung von Präsident Lyndon B. Johnson. Klein hatte in Reader’s Digest im Juli 1977 (vier Jahre nach dem Tod des Präsidenten) behauptet, die Ärzte des Präsidenten hätten ihn wegen einer Hautkrebserkrankung des Präsidenten konsultiert und er habe eine Operation empfohlen, die auch ausgeführt wurde. Klein gab an, von der Familie von Johnson zur Offenlegung autorisiert gewesen zu sein, diese und der Arzt des Präsidenten bestritten aber, dass eine Hautkrebserkrankung vorgelegen habe.
Mitte der 1960er Jahre war er ein Pionier der Anwendung von Lasern in der Dermatologie in Tierexperimenten, wofür er 1986 eine Auszeichnung der American Society of Laser Medicine and Surgery erhielt.